# مارك دان
مارك دان (بالإنجليزية: Mark Dunn)‏ (22 أكتوبر 1956، ممفيس في الولايات المتحدة)؛ كاتب وروائي أمريكي.